# 宇文紹節
宇文紹節（？—1213年2月10日），字挺臣，成都廣都人，南宋官员。

## 生平
祖父宇文虛中，簽書樞密院事。父宇文師瑗，官仕顯謨閣待制。宇文虚中全家被杀，無後，宋孝宗命令宇文虚中的同族宇文绍节过继给宇文师瑗。开禧二年（1206年），知镇江府。中進士，累遷寶謨閣待制。官至吏部尚書。嘉定六年正月十八日（1213年2月10日），卒。諡號為忠惠。

## 延伸阅读
[在维基数据编辑]
 《宋史·卷398》，出自脱脱《宋史》